# Bellagio
Bellagio (auch Bellaggio) ist eine italienische Gemeinde (comune) mit 3591 Einwohnern (Stand: 31. Dezember 2023) und eine Kleinstadt am Comer See. Die Gemeinde gehört zur Provinz Como in der Lombardei. Seit dem 21. Januar 2014 umfasst die Gemeinde Bellagio auch das Gebiet der vormaligen Nachbargemeinde Civenna.

## Geographie
Der Ort ist bekannt für die malerische Lage mit Blick auf die Alpen an der Spitze der Halbinsel, die die zwei südlichen Arme des Sees trennt. Como, Lecco und Bellagio bilden die Eckpunkte des Triangolo Lariano. Das bedeutendste Fließgewässer im Gemeindegebiet ist der Torrente Perlo, der in der Fraktion San Giovanni in den Comer See mündet.
Die Nachbargemeinden sind Griante, Lezzeno, Magreglio, Oliveto Lario, Sormano, Tremezzina, Varenna, Veleso und Zelbio.

## Verwaltungsgliederung
Die Gemeinde gliedert sich in einen See- und einen Bergbereich auf. Zu letzterem zählt das ehemalige Gemeindegebiet von Civenna. Zum Seebereich um Bellagio gehören die 21 Fraktionen Aureggio, Begola, Borgo, Breno, Brogno, Cagnanica, Casate, Crotto, Guggiate, Loppia, Neer, Oliverio, Pescallo, Regatola, San Giovanni, San Vito, Scegola, Suira, Taronico, Vergonese und Visgnola. Zum Bergbereich zählen die 14 Fraktionen Cascine Gallasco, Cassinott, Chevrio, Civenna, Costaprada, Cernobbio, Filippo, Guello, Makallé, Paum, Piano Rancio, Prà, Rovenza und San Primo.

## Bevölkerungsentwicklung
Die Entwicklung der Einwohnerzahlen von Bellagio im Zeitraum von 1861 bis  2022. 2014 erfolgte der Gemeindezusammenschluss mit Civenna.

## Sehenswürdigkeiten
- romanische Basilika San Giacomo[3]
- Villa Melzi mit ihrem Garten und dem berühmten Denkmal von Dante Alighieri und Béatrice[4] und Villa Trivulzio-Gerli des Architekten Giuseppe Balzaretti[5]
- Kirche Santissima Annunciata mit Polittico[6]
- Kirche San Giovanni Battista in der Fraktion San Giovanni[7]
- In der Villa Serbelloni hat das Bellagio Center der Rockefeller-Stiftung seinen Sitz. Das Grand Hotel Villa Serbelloni liegt an der Uferpromenade am Comer See.[8]
- Das frühere Hotel Britannia steht seit Jahren leer und verkommt immer mehr zu einer Bauruine.

## Bilder

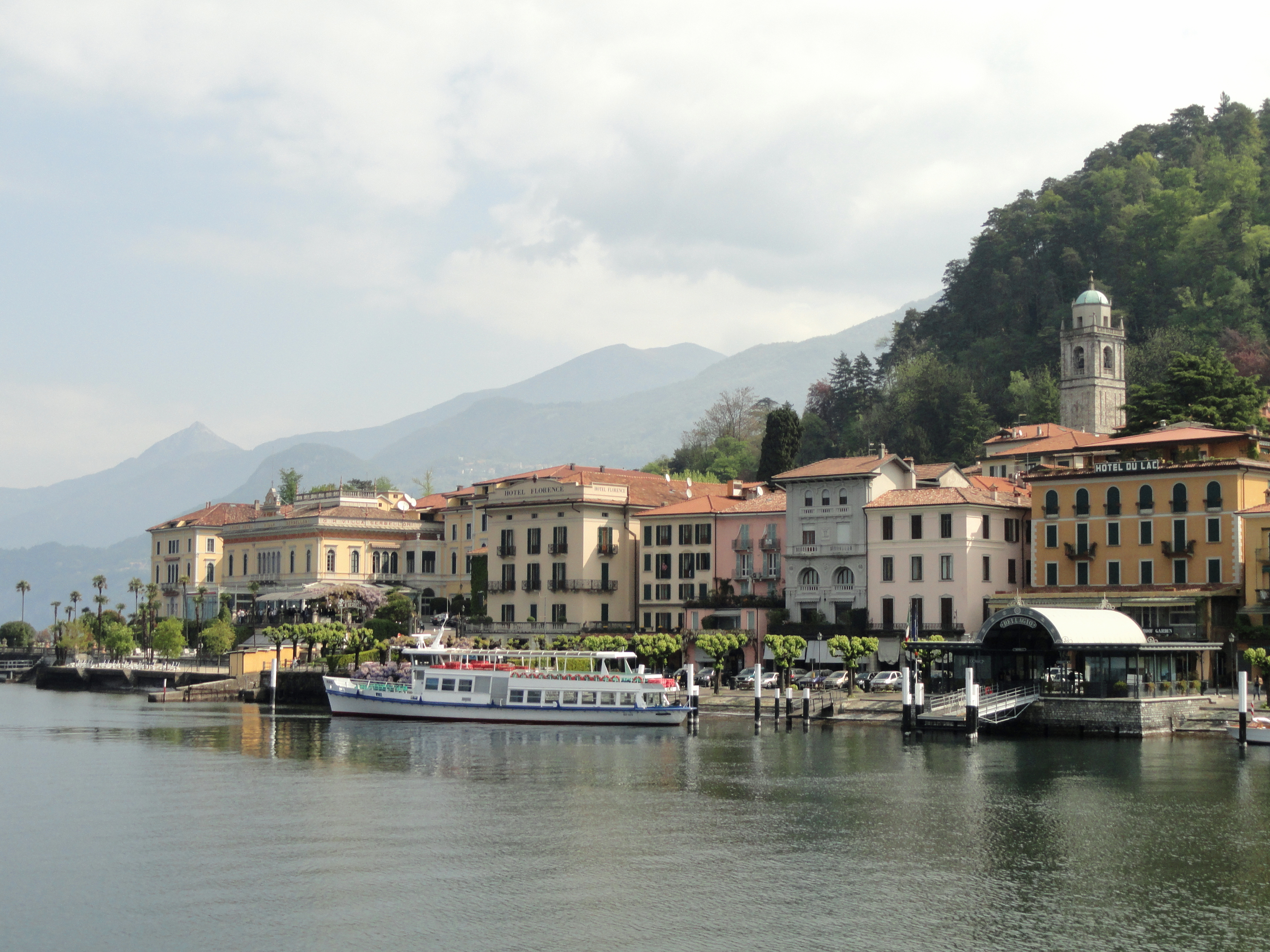
Bellagio
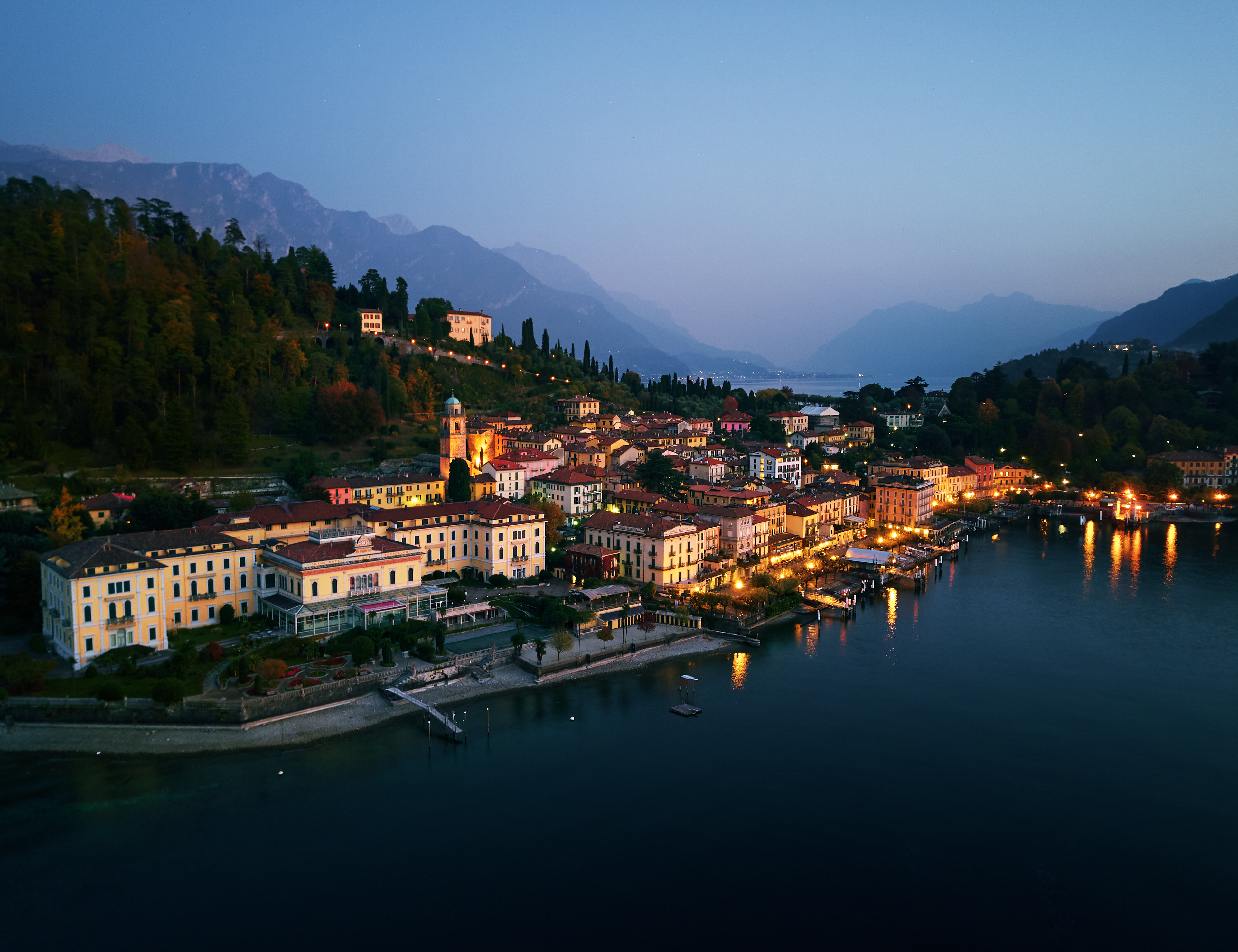
Bellagio bei Nacht
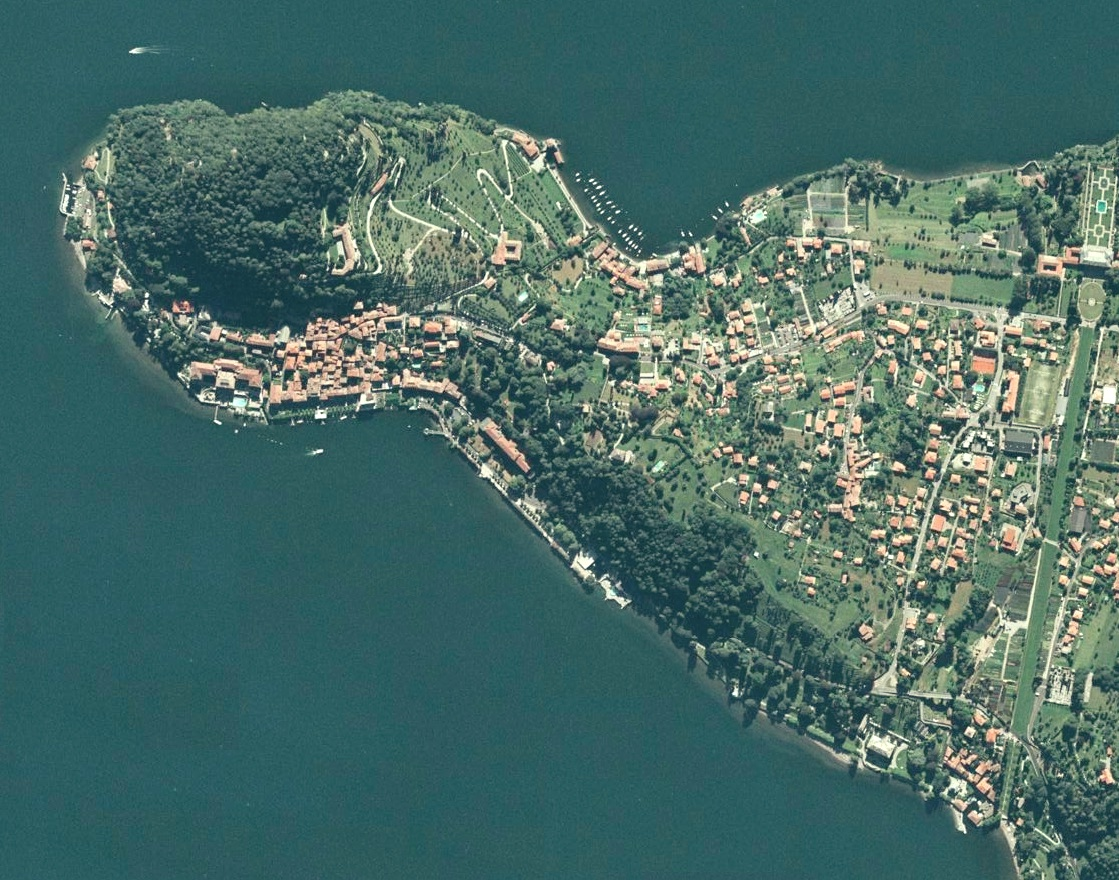
Bellagio-Halbinsel aus der Luft
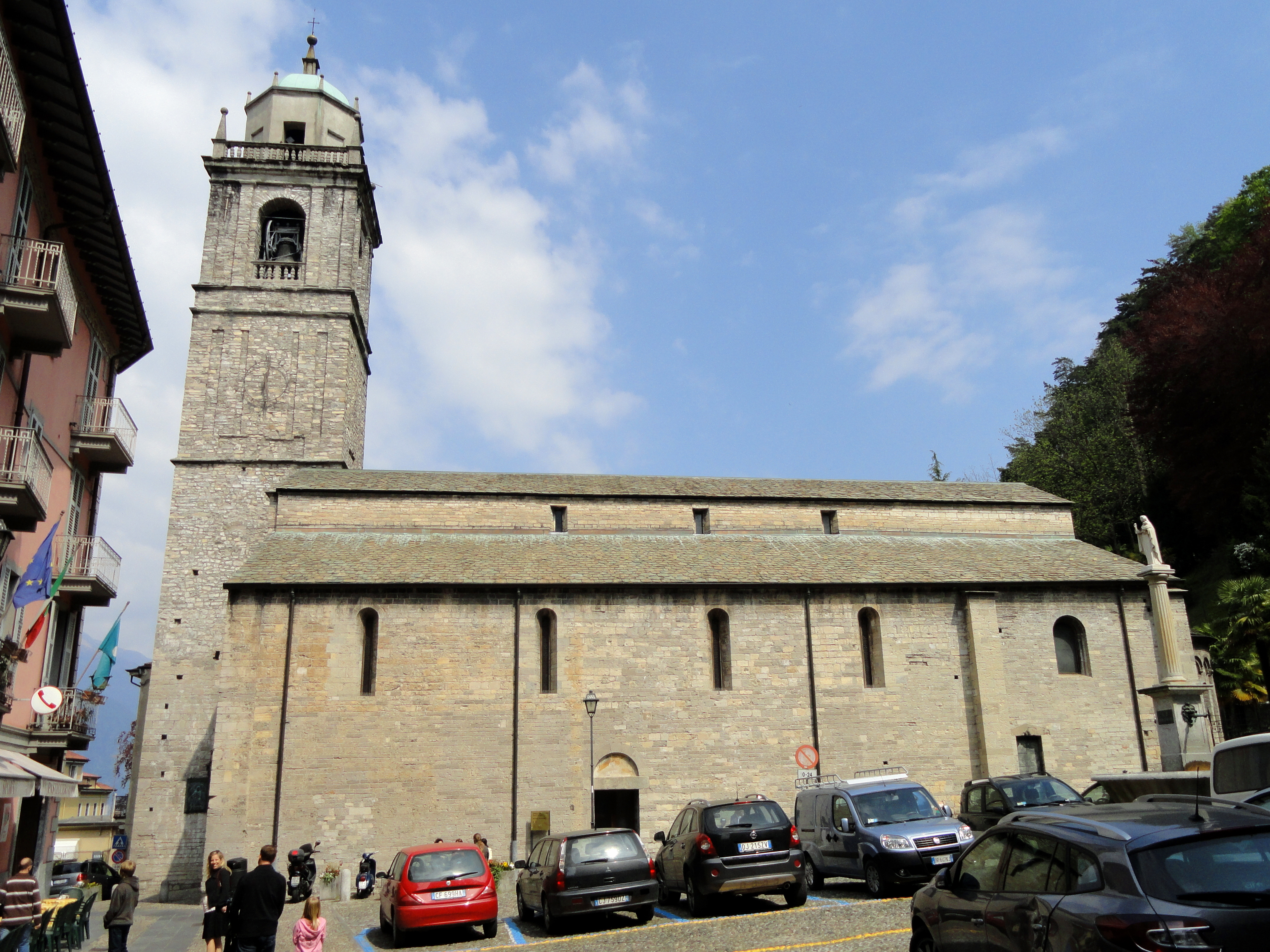
Basilika San Giacomo (11. Jahrhundert)
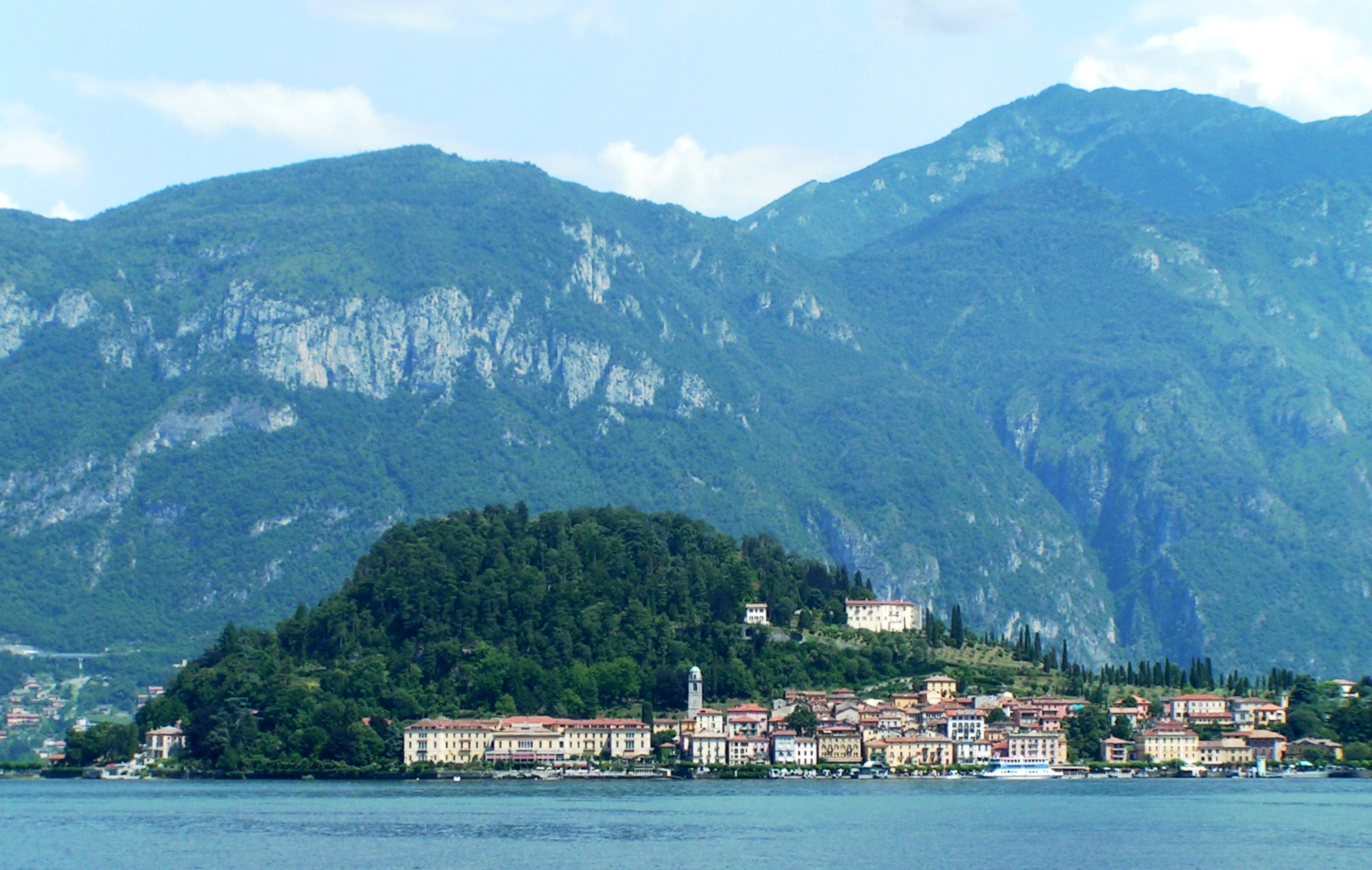
Villa Serbelloni über Bellagio
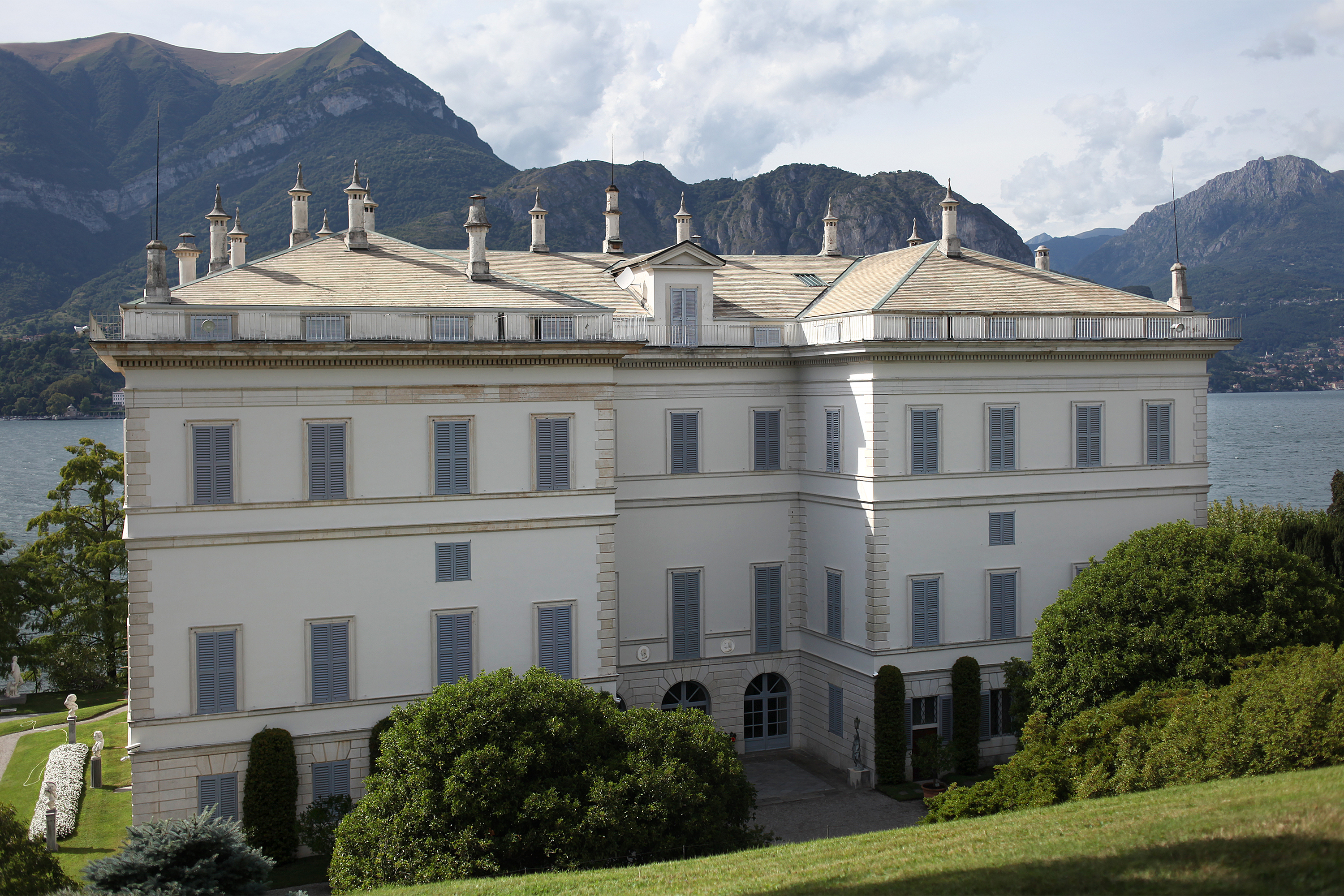
Villa Melzi

## Verkehr
Wer aus Richtung Lugano oder Porlezza kommend den Ort besuchen will, benutzt in der Regel die Autofähre, die von den am Westufer liegenden Orten Menaggio und Cadenabbia fährt und auch Varenna am gegenüberliegenden Ostufer bedient. Alternativ kann man auch die Uferstraßen über Como oder Lecco benutzen, was aber einen Umweg von über 60 Kilometern darstellt. Ferner kann der Ort von Erba aus auf einer kurvenreichen Bergstraße erreicht werden.
Bellagio war die Inspirationsquelle für das Hotel Bellagio am Las Vegas Strip.

## Städtepartnerschaften
Bellagio ist Mitglied des europäischen Städteverbunds Douzelage.

## Persönlichkeiten
Seit Jahrhunderten ist der Ort infolge seiner pittoresken Lage immer wieder Anziehungspunkt für Prominenz. Belegt sind unter anderem Besuche von John F. Kennedy, Charlie Chaplin und Konrad Adenauer. Auch Plinius der Jüngere schätzte den Ort. Nach ihm ist eine Straße sowie der Raddampfer «Plinio» benannt, der 1963 aus dem Betrieb genommen wurde, aber vom Komitee «Amici del Plinio» wieder restauriert werden soll. Zudem wurde in Bellagio 1837 Cosima Wagner geboren, die Tochter Franz Liszts und zweite Ehefrau Richard Wagners. Teresio Olivelli, Dozent und Widerstandskämpfer, Goldmedaille für militärische Tapferkeit, ist hier geboren (Gedenktafel an seinem Geburtshaus). Der Holzschnitzer Antonio Pini, tätig in Sessa TI und Gandria, ist hier geboren.

## Söhne und Töchter der Gemeinde
- Giovanni Battista Guidotti (1902–1994), Autorennfahrer und Motorsportfunktionär
- Teresio Olivelli (1916–1945 in Hersbruck), seliggesprochener Jurist und Widerstandskämpfer